# Nicola Zonta
Nicola Zonta (Tolmezzo, 15 maggio 2000) è un pallavolista italiano, palleggiatore della Powervolley Milano.

## Carriera

### Club
La carriera di Nicola Zonta inizia nella stagione 2013-14 nel Gemona, in Serie C. Nell'annata 2015-16 viene ingaggiato dal Cuneo, in Serie B2, mentre in quella successiva è al Segrate, in Serie B.
Per il campionato 2018-19 entra a far parte della squadra federale del Club Italia, disputando la Serie A2: resta nella stessa divisione anche per la stagione 2019-20 con l'Olimpia Bergamo, conquistando la Coppa Italia di Serie A2/A3, e in quella 2020-21 con la New Mater. Nell'annata 2021-22 veste la maglia della Virtus Fano.
Nella stagione 2023-24 firma per la Powervolley Milano, esordendo in Superlega.

### Nazionale
Nel 2019 fa parte della nazionale italiana under 21, con cui si aggiudica la medaglia d'argento al campionato mondiale.

## Palmarès

### Club
- Coppa Italia di Serie A2/A3: 1

2019-20

### Nazionale (competizioni minori)
- Campionato mondiale under 21 2019